# Липовий Яр (заказник)
Ли́повий Яр — ботанічний заказник місцевого значення в Україні. Розташований у межах Варвинської селищної громади Прилуцького району Чернігівської області, неподалік від села Кухарка. 
Площа 74,7 га. Статус дано згідно з рішенням Чернігівської обласної ради (9 сесії 7 скликання) від 17.05.2017 року № 19-9/VII. Перебуває у віданні: Кухарська сільська рада. 
Статус дано для збереження осередку зростання рідкісних рослин, серед яких горицвіт весняний, сон чорніючий, осока житня, види, занесені до Червоної книги України.

## Галерея

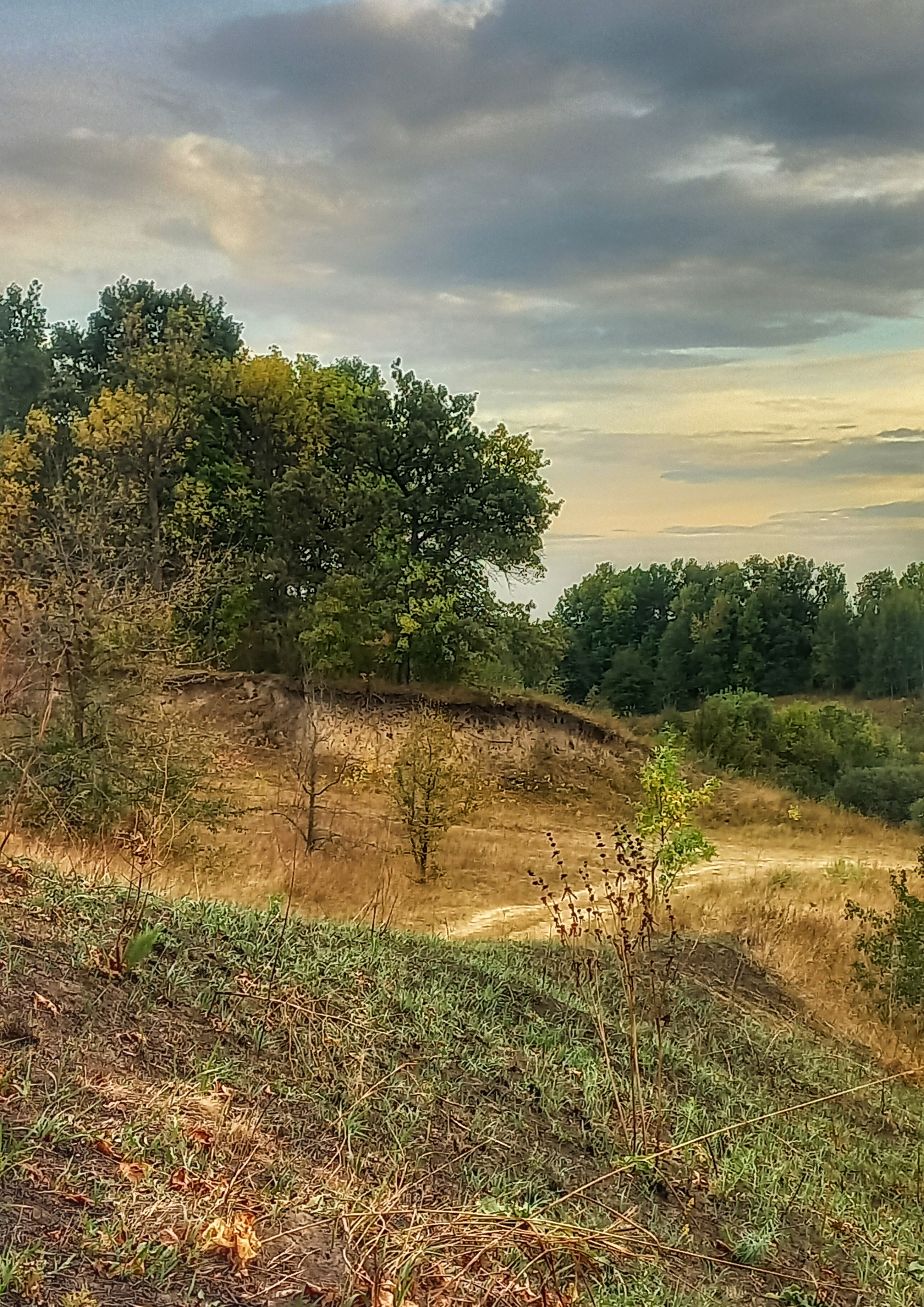
Липовий Яр
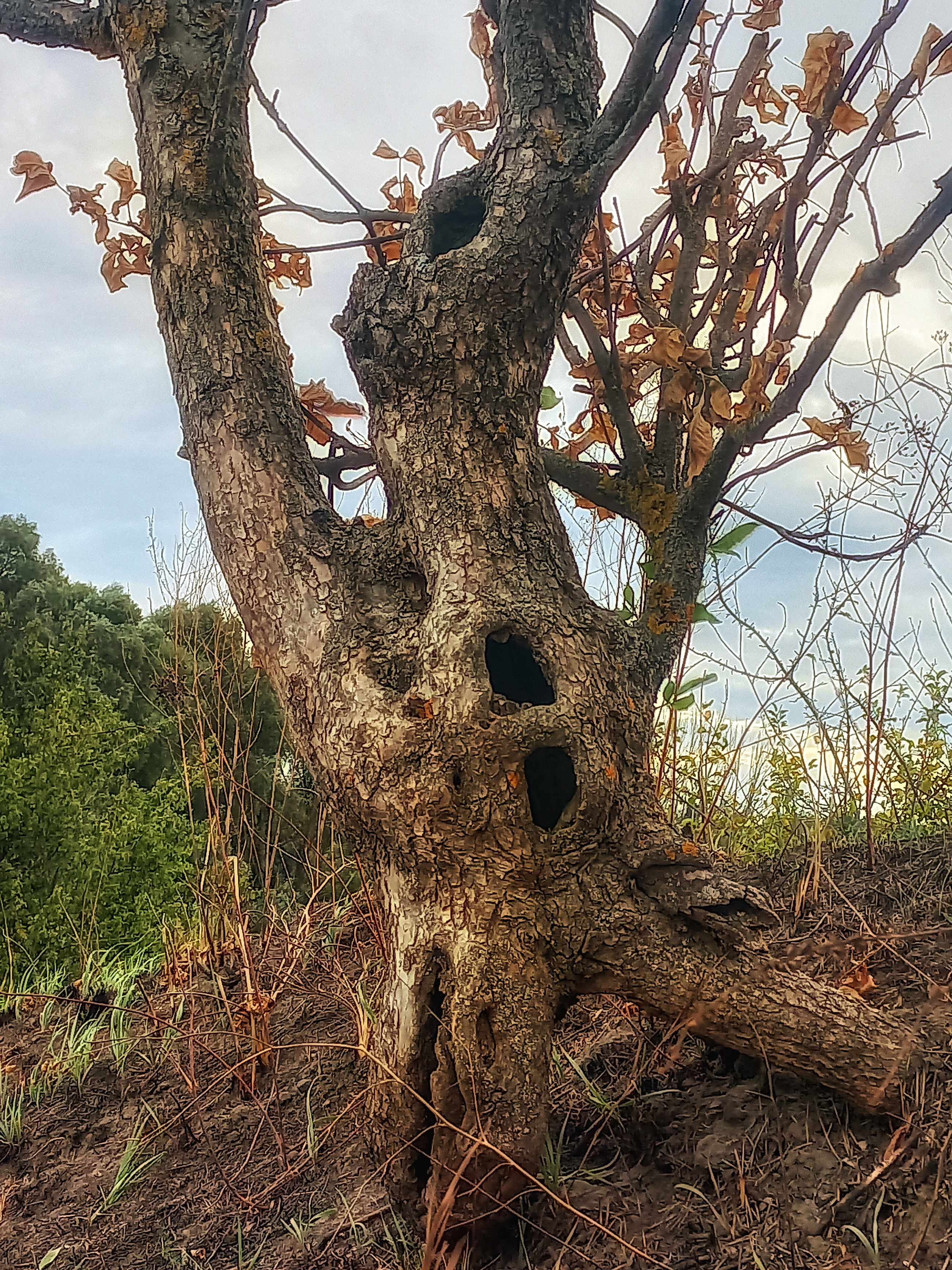
Дріада